# Eupithecia ammonata
Eupithecia ammonata là một loài bướm đêm trong họ Geometridae.